# Nederhorror
Nederhorror is een begrip waarmee horrorfilms van Nederlandse origine worden aangeduid. De term is rond 1983 in zwang geraakt toen de Nederlandse film De lift werd uitgebracht.

## Voorlopers
In 1909 verscheen de stomme film De Greep. Het verhaal draait om een grootvader die weerloos moet toezien hoe zijn schoondochter haar twee pleegkinderen op listige wijze ombrengt. Aan het eind vindt grootvader nog de kracht om de boze vrouw te wurgen. In Het geheim van het slot Arco uit 1915 gaat het over lijken die worden verborgen onder een oud kasteel waar een man zonder hoofd ronddwaalt. In het humoristische De spooktrein uit 1939 spendeert een groep reizigers een nacht op een verlaten station waar volgens de overlevering al twintig jaar lang een geest huishoudt. In 1977 verscheen de film Bloedverwanten, een vampierkomedie, naar een kort verhaal van Belcampo.

## Eerste golf
Dick Maas bewees met zijn korte films Historia Morbi (1975), Picknick (1977) en Rigor mortis al een grote voorkeur te hebben voor het macabere. In laatstgenoemde film draait het om een man die bij wijze van hobby in graven gaat liggen. Enkele jaren later maakte Maas de bekendste Nederlandse film in dit genre, De lift (1983), en begon men te spreken van nederhorror.
In de jaren erna kwam de Nederlandse horrorfilm echter maar moeilijk op gang. Er werden enkele korte horrorfilms gemaakt, en Wim Vink produceerde langere lowbudgetfilms op Super 8mm. Zombiehorror (1981), Surrealism (1982), Pandora (1984), Dance Macabre (1988) en Half Past Midnight (1988) kregen echter nooit een bioscooprelease.
Dick Maas' Amsterdamned, over een seriemoordenaar in de Amsterdamse grachten, was een volgende mijlpaal. Al vrij snel gevolgd door Intensive care (1992), De Johnsons (1992) en Necrophobia (1995) van Frank van Geloven en Edwin Visser. The Netherhorror collection, in 1995 uitgebracht op VHS, bracht enkele van de belangrijkste korte nederhorrorfilms uit de voorgaande periode bijeen, waaronder Dick Maas' Picknick (1977), Burp! (Will Wissink, 1986) The Bitch is Back (Tjebbo Penning, 1995), The Prodigal Son (Chris W. Mitchell, 1995) en Zombi 1 (Richard Raaphorst, 1995). Daarmee leek de fut er echter weer even uit te zijn.

## Tweede golf

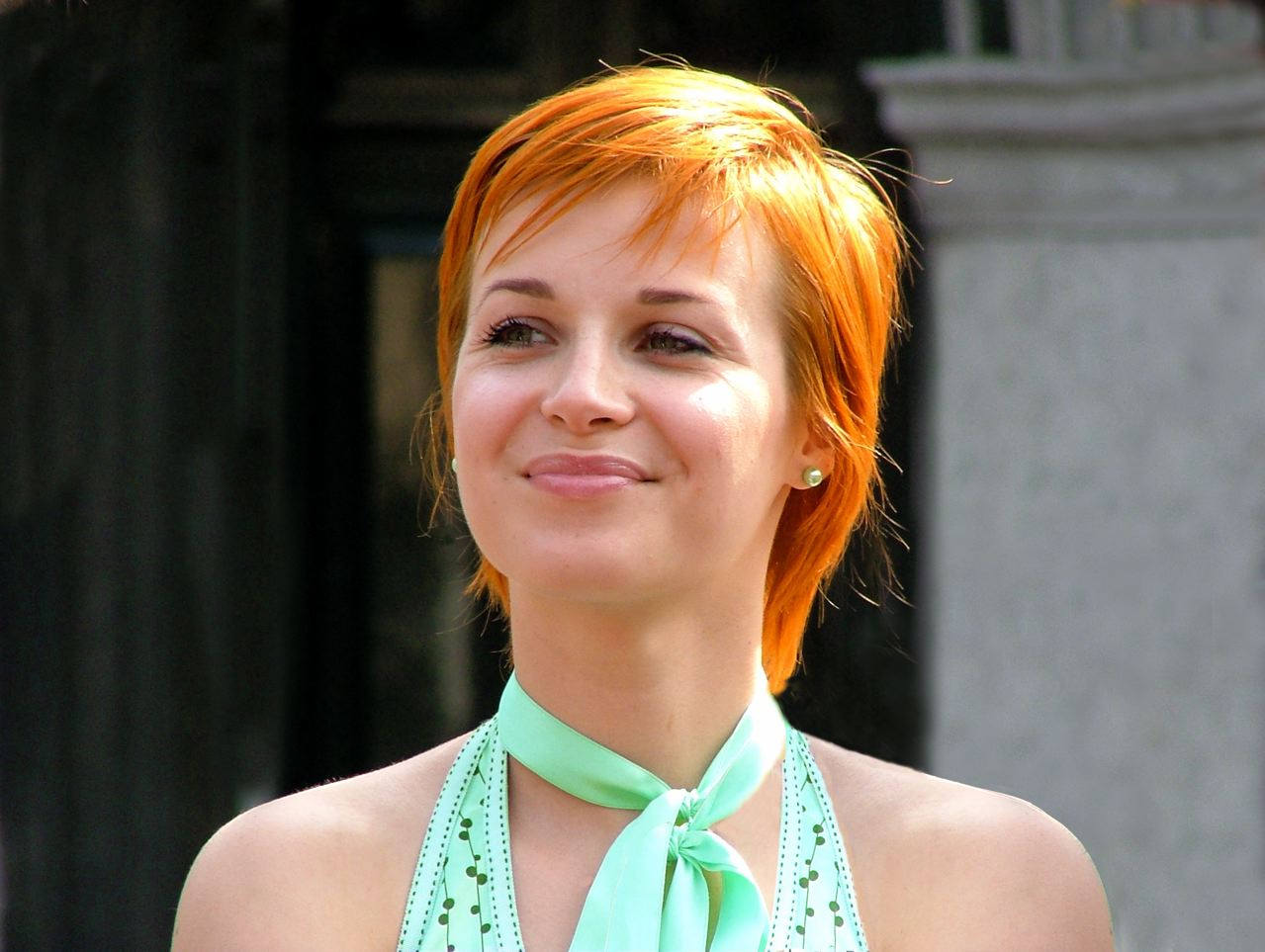
Victoria Koblenko, de Nederlandse "Scream Queen" van de "Zero's" (2000-2009)

In 2004/2005 leek nederhorror bezig aan een terugkeer. Richard Raaphorst, Bart Oosterhoorn en Fir Suidema brachten twee veelbekeken teasers uit van de zombiefilm Worst Case Scenario. Door gebrek aan financiering kwam de film echter nooit tot stand. Het jaar erop brachten Bob Embregts en Jean-Paul Arends de slasher Woensdag uit, die echter alleen op dvd uitkwam. Ook de Eindhovense lowbudget-zombiefilm Horizonica, uiteindelijk in 2006 op dvd uitgebracht, vond in die jaren al zijn oorsprong.
In 2006 waren er opeens twee lange bioscooppremières: Doodeind, van Erwin van der Eshof over een groep vakantievierders in een verlaten landhuis en Sl8n8 door Edwin Visser een Frank van Geloven hadden allebei Victoria Koblenko in de hoofdrol. Complexx, strikt genomen een scifi-thriller met horrorelementen verscheen in 2007 enkel op dvd.
Lowbudgetfilms als Dracula's Family Visit (Monique Breet, 2006), Lenteveld (Lennard Cozijn, 2008), Taxandria (Mark Weistra, 2008), Frisian Terror (Bart van Dekken, 2009) en The Blue Horse (Roald van der Laan, 2009) werden op een aantal festivals vertoond en verschenen soms op eigen beheer op dvd. Maar opnieuw leek nederhorror, enkele korte films uitgezonderd, op sterven na dood. Geen van de Nederlandse horrorfilms in deze tweede golf was immers succesvol.

## Derde golf
Vanaf 2010 verschenen er meerdere lowbudget- en mediumbudgetproducties. Elbert van Strien bracht om te beginnen in 2010 de spookhuisfilm Zwart Water in de bioscoop. De film deed het in Nederland niet goed, maar werd aangekocht voor een Amerikaanse remake, die er echter nooit kwam. Dick Maas had meer succes met zijn horrorvariant op Sinterklaas, Sint. De film was met 335.662 bezoekers de op twee na best bezochte film van 2010.
In 2011 bracht Bobby Boermans de horrorthriller Claustrofobia uit op vod. Een jaar later bracht A-film de komische zombiefilm Zombibi van Martijn Smits en Erwin van der Eshof naar de bioscoop. Ook deze films waren niet succesvol.
De films van Dick Maas en enkele andere Nederlandse horrorproducties werden ook op buitenlands festivals gedraaid. De opvallendste exportproducten waren The Human Centipede (First Sequence) (2009) en The Human Centipede (Full Sequence) (2011) van Tom Six en Richard Raaphorsts nazizombiefilm Frankenstein's Army.
In april 2014 ging De Poel van Chris W. Mitchell in première tijdens het Imagine Filmfestival, maar ook deze film stelde qua opbrengst teleur.
Tijdens het Nederlands Film Festival in 2015 beleefde de psychologische horrorfilm Kristen zijn wereldpremière. De film werd daarna nog tijdens het Imagine Filmfestival en enkele speciale horrornachten vertoond, en kwam in juni 2016 uit op dvd.
In 2016 werden er twee Slasher films uitgebracht SneekWeek en The Windmill Massacre.
Ook Dick Maas bracht een film uit in 2016. Prooi was aanvankelijk een flop maar een aantal jaren later werd de film een succes in China.
Netflix bracht in 2020 de eerste volledige Nederlandse Netflix-serie uit, genaamd Ares. De televisiefilm De kuthoer deed het in het buitenland goed en is verkocht aan meerdere landen.

## Festivals
- Het festival Duistere Openbaringen besteedde tussen 2005 en 2009 aandacht aan de korte Nederlandse genrefilm en werd gehouden in Helmond en Eindhoven. Ook het, meer internationaal-georiënteerde, Imagine Filmfestival, draait soms nederhorror.
- Sinds 2016 Amsterdamned, naar de gelijknamige film van Dick Maas. Het vindt elk jaar plaats in Filmtheater Kriterion.